# Akustikdesign
Akustikdesign ist ein Begriff, der ursprünglich aus der Automobilindustrie stammt, aber auch in der Architektur bei der Gestaltung von Räumen (Soundscape) oder bei der Verpackung von Lebensmitteln Verwendung findet. Man geht davon aus, dass der Klang eines Motors und die Geräusche, die beim Öffnen einer Autotür oder einer Getränkeverpackung entstehen, eine Rolle für die Kaufentscheidung spielen und bewusst gestaltet werden sollten. 
Im Unterschied zum Audiodesigner gestalten Akustikdesigner nicht unbedingt Aufzeichnungen, sondern den Klang von Gegenständen oder Räumen. Der Einsatz von Tonaufzeichnungen kann dazugehören. Akustikdesigner übernehmen im Team der Produktentwickler die akustische Gestaltung des Produkts. Dabei konzentrieren sie sich auf entsprechende Eigenschaften der verwendeten Materialien, der Hohlräume, der Volumina, der Flächen und der Oberflächen-Beschaffenheiten. Da erst in jüngster Zeit besonderer Wert auf das akustische Design gelegt wird, ist das Berufsfeld relativ neu. Früher war dieser Aspekt durch andere Team-Mitglieder der Produktentwicklung mit abgedeckt. 
Allgemein mit der Erforschung und Nutzung von Klängen beschäftigen sich die Sound Studies. An der Universität der Künste Berlin gibt es spezialisierte Studienrichtungen.